# Eisenbahnmuseum Schwechat

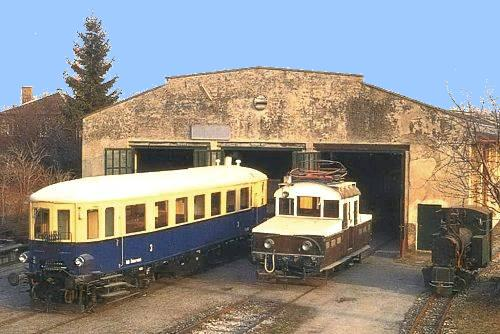
Vor Museumshalle: VT41.03, Gleichstromlok Eg2, Werkbahnlok „Barbara“

Das Eisenbahnmuseum Schwechat befindet sich in Schwechat in Niederösterreich auf dem ehemaligen Betriebsgelände der Pressburger Bahn.
Das Museum wird heute vom Verband der Eisenbahnfreunde betrieben.

## Das Museum

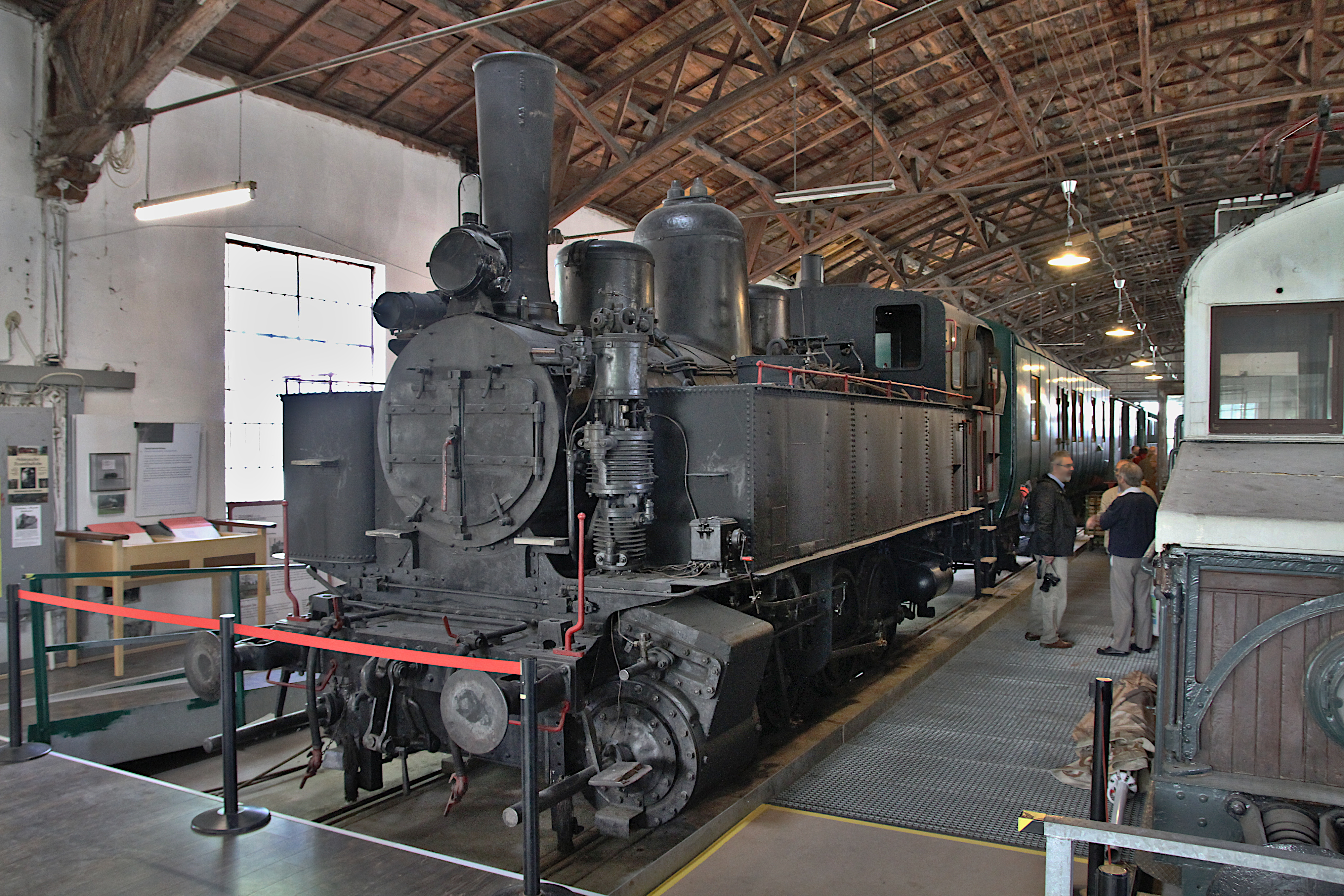
kkStB 178.84 in der Museumshalle

Nach dem Ende der Nutzung der Zugförderung Schwechat durch die Österreichischen Bundesbahnen siedelten sich mehrere Vereine auf dem heutigen Museumsgelände an, welches in den frühen 1980er Jahren erstmals der Öffentlichkeit zugänglich gemacht wurde. Der Verband der Eisenbahnfreunde hatte von Beginn an das Benutzungsrecht bzw. in Folge den Mietvertrag mit den ÖBB. 

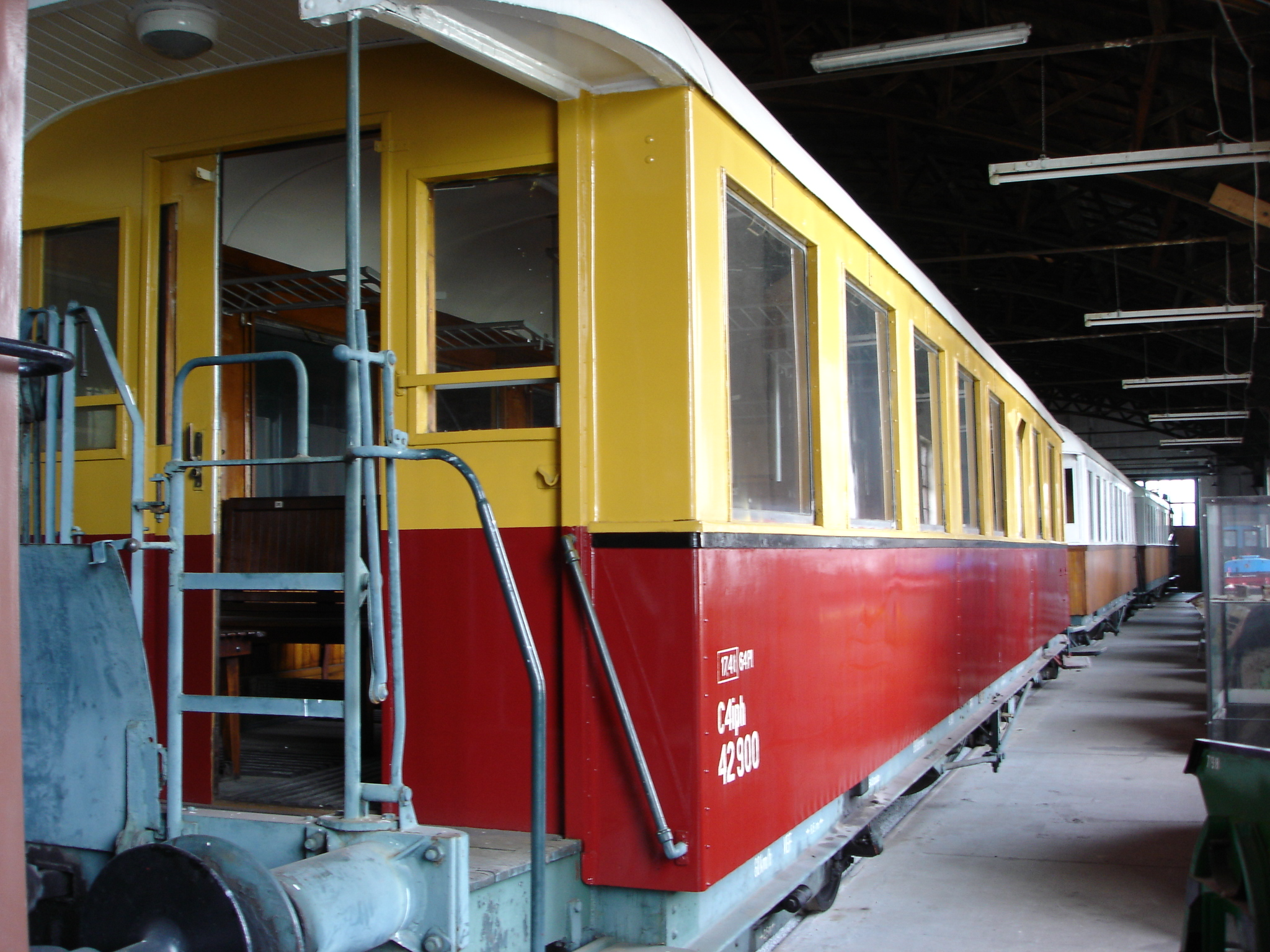
Waggons der Pressburger Bahn

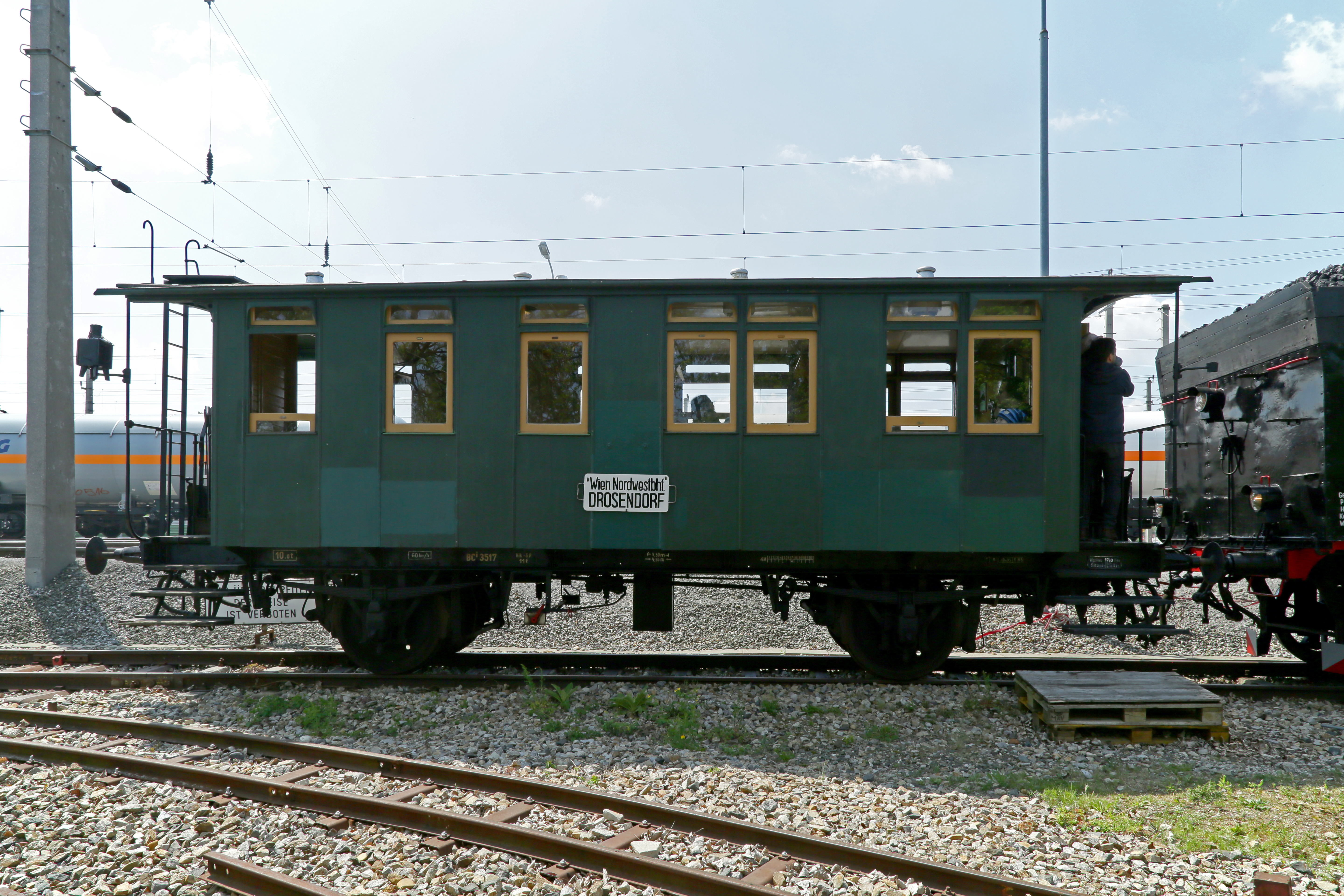
Personenwagen ÖBB BCi 3517

Die restaurierten Normalspurfahrzeuge befinden sich überwiegend in zwei historischen und einer neu errichteten Fahrzeughalle, darunter der ehemaligen Werkstätte und Waggonhalle der Pressburger Bahn. Für Schmalspurfahrzeuge der Spurweite 600 mm steht eine eigene Halle zur Verfügung. Diese war früher eine Magazinsbaracke und wurde erst mit Gleisen versehen, als der Museumsbetrieb aufgenommen wurde.
Auf dem Freigelände befinden sich darüber hinaus zahlreiche noch unrestaurierte Fahrzeuge.
Sowohl auf der 600-mm-Feldbahn als auch im Normalspurbereich finden an Betriebstagen im Zeitraum von 1. Mai bis 26. Oktober Präsentationsfahrten statt. Mitfahrten, teilweise auch auf dem Führerstand, werden für Besucher angeboten.
Zu besonderen Anlässen werden verschiedene Sonderschauen zusammengestellt. So wurde 2005 der Semmeringbahn oder 2006 der Wiener Stadtbahn eine Ausstellung gewidmet, im Jahr 2014 das 100-jährige Jubiläum der Eröffnung der Pressburger Bahn. Das Jahr 2022 stand im Zeichen „60Jahre Wiener Schnellbahn“. Derzeit wird der Pressburgerbahn eine Dauerausstellung gewidmet, neben der Anstaltsbahn „Am Steinhof“.
Das Eisenbahnmuseum Schwechat ist Kooperationspartner des Technischen Museums Wien (TMW). Das Museum übernimmt einerseits Rekonstruktionen als externe Restaurierungswerkstätte und zeigt andererseits auch TMW-Exponate als Leihgabe. Das Museum wurde auch mit dem Museumsgütesiegel ausgezeichnet.

## Standort
Das Museum befindet sich direkt am Bahnhof Schwechat der ÖBB und wird von der Schnellbahnlinie S7 erschlossen. Der Bahnhof Schwechat ist der letzte Halt (Zonengrenze) in der Kernzone 100 (Wiener Stadtgebiet) des Verkehrsverbunds Ostregion (VOR).

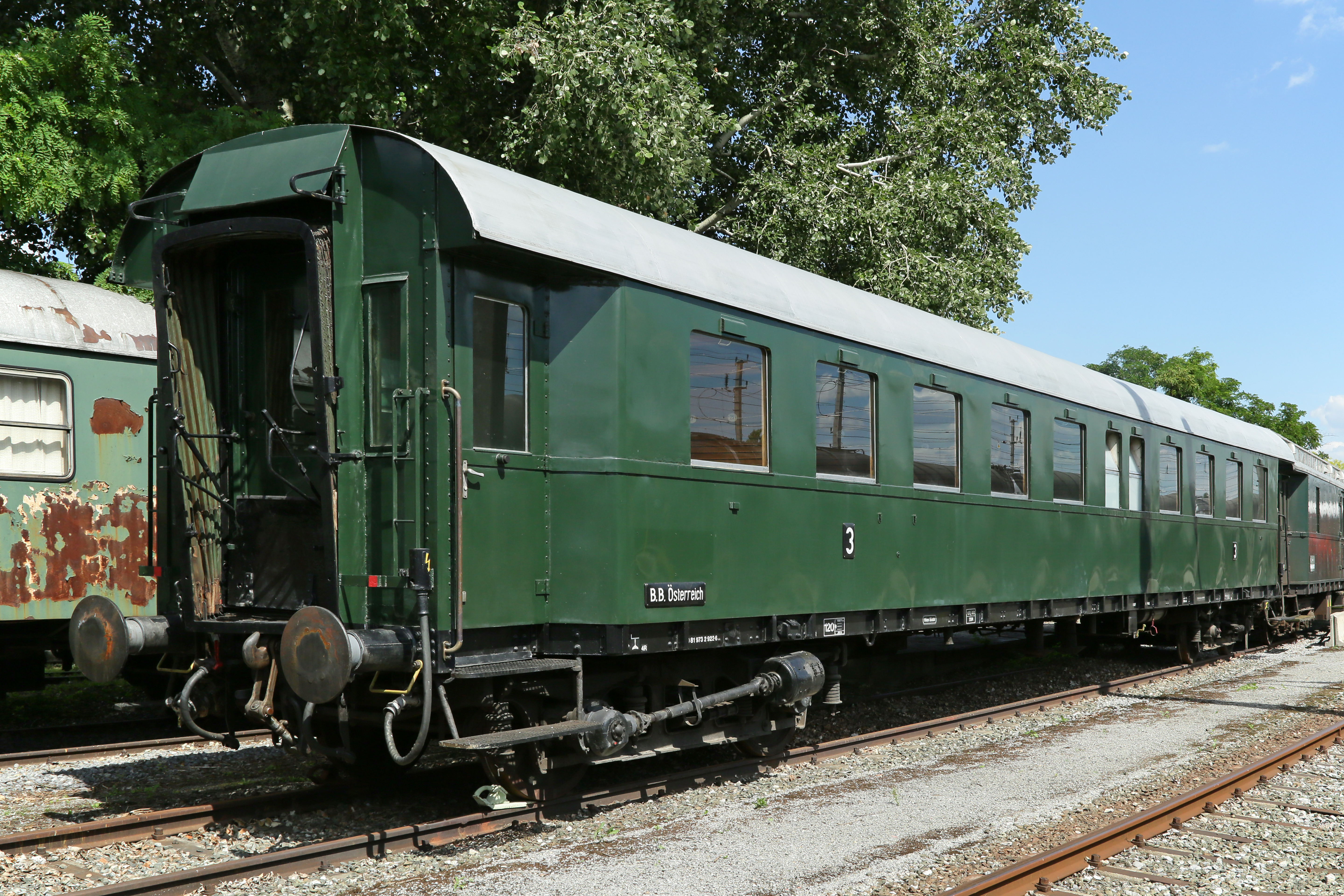
Vierachser Bauart BBÖ N28

## Exponate

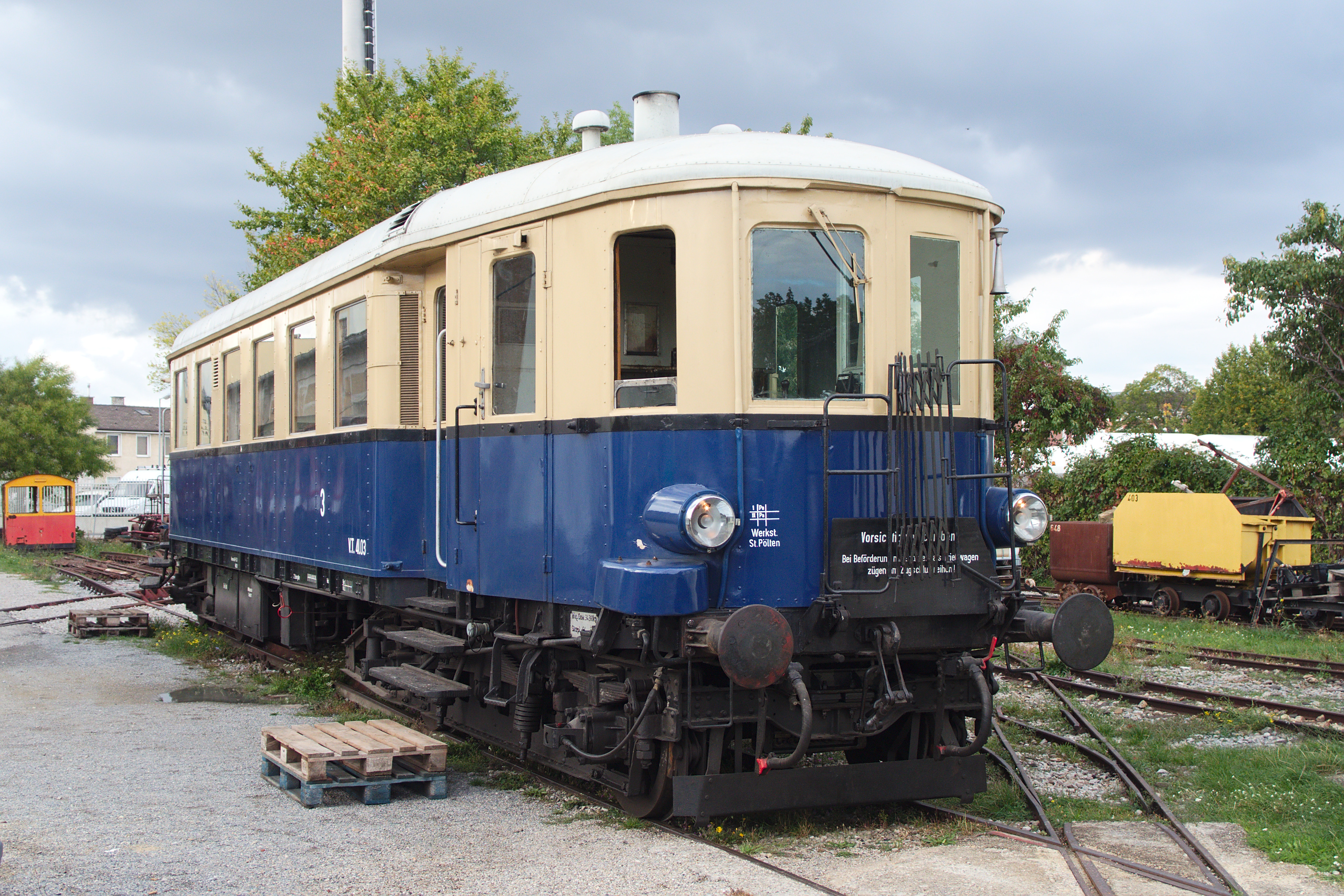
BBÖ VT 41.03

Der Lage entsprechend sind Fahrzeuge der ehemaligen Pressburger Bahn ein Schwerpunkt der Ausstellung, ein weiterer wichtiger Teil ist die Darstellung der österreichischen Waggonbaugeschichte vom Beginn an bis in die Nachkriegszeit. Daneben werden in Vitrinen Modelle der hier einstmals verkehrenden Eisenbahnen gezeigt.
In Kooperation befinden sich auch einige Fahrzeuge des Wiener Technischen Museums, wie zum Beispiel ein Exemplar der ersten österreichischen Diesel-Schnelltriebwagenreihe der Zwischenkriegszeit (BBÖ VT 41.03, später ÖBB 5041.03), die einzige vollständig erhaltene Garnitur der ersten Fahrzeuggeneration der Wiener Schnellbahn (ÖBB 4030.210), die erste Elektrolokomotive mit Einzelachsantrieb (BBÖ 1170.14 später ÖBB 1045.14), aber auch einige Wagen (z. B. ein Personenwagen der Simmeringer Waggonfabrik der Bauform BBÖ N28).
Ebenfalls Bestandteil des Ausstellungskonzeptes sind die Darstellung der Fahrzeuge der Werks- und Industriebahnen im Raum Wien sowie schmalspurige Kleinbahnen jeglicher Art mit Spurweite 600 mm, wie z. B. Feld-, Roll- (Berg-)werksbahnen etc.
Des Weiteren möchte man den Hintergrund des Eisenbahnbetriebes zeigen, weswegen auch historische Stellwerke, Gleisbautechnik, Sicherungstechnik, Geräte und Maschinen gesammelt werden.
Besonders wertvolle Exponate sind:
- Dampflok 91.107 ex Niederösterreichische Landesbahnen
- Dampflok Brünn
- Dampflok ÖBB 92.2231 ex kkStB 178.84 (TMW)
- Dieseltriebwagen ÖBB 5041.03 (TMW)
- Schnellbahnzug Reihe ÖBB 4030 (betriebsfähig)(TMW)
- eine Gleichstromlokotype Type Eg 2 und mehrere Personenwaggons der Lokalbahn Wien-Pressburg
- Akkulokomotive der CIWL-Werkstätte Inzersdorf von 1913
- Pressburgerbahnlok ÖBB 1072.01 ex LWP Ewp 1
- ein kompletter Zug der ehemaligen Anstaltsbahn Steinhof
- mehrere zweiachsige Personenwagen der kkStB, ÖBB, Südbahn und EWA (teilweise im Besitz des TWM) aus der Zeit von 1885 bis 1914
- dreiachsiger Postwaggon F 40 000 der Kaiser Ferdinands-Nordbahn von 1899
- Wendezug der Reisseck Höhenbahn und auch die offenen Waggons.
- Jenbacher Lokomotiven von diversen Anschlussbahnen(E-Werk Simmering, Holcim Mannersdorf,....)
- Gebus Lokomotiven